# Ian Kendall
Ian Kendall (* 11. Dezember 1947 in Blackburn; † August 2010 ebenda) war ein englischer Fußballspieler.

## Karriere
Kendall repräsentierte als Schüler Auswahlteams von Blackburn und Lancashire (1962/63), war Nachwuchsspieler bei den Blackburn Rovers, erhielt im Dezember 1965 seinen ersten Profivertrag und gewann mit der Reservemannschaft 1966/67 die Meisterschaft in der Central League. In der ersten Mannschaft Blackburns blieb der „Rotschopf“ allerdings ohne Pflichtspieleinsatz und schloss sich im Juli 1967 dem Drittligaaufsteiger FC Southport an. Zunächst als Probespieler von Trainer Billy Bingham mit einem Monatsvertrag ausgestattet,  überzeugte er die folgenden Monate und erhielt Anfang November gemeinsam mit Dave Pearson einen Vertrag bis zum Saisonende. Seinem Pflichtspieldebüt am 9. September 1967 bei einer 0:1-Niederlage bei Scunthorpe United folgte für den Halbstürmer nur ein weiterer Auftritt als Einwechselspieler im Oktober bei Leyton Orient. Bereits Anfang Februar 1968 wurde er aus seinem Vertrag entlassen und mit seinem Wechsel zu Bangor City endete seine Karriere in der Football League.
In der Folge spielte Kendall noch bis Mitte der 1970er mit dem FC Chorley, Lancaster City, dem FC Darwen, FC Clitheroe (mind. Saison 1971/72) und FC Nelson für eine Reihe von Klubs im Non-League football von Lancashire, hauptberuflich betrieb der in Blackburn wohnhafte Kendall einen Fish-and-Chips-Imbiss.